# Der Ranger – Paradies Heimat
Der Ranger – Paradies Heimat ist eine deutsche Fernsehserie, die von 2018 bis 2022 im Auftrag der ARD Degeto und des MDR für Das Erste produziert wurde. Die Folgen haben eine Länge von ca. 90 Minuten und wurden im Rahmen der Reihe Endlich Freitag im Ersten ausgestrahlt. Die Produktion erfolgte durch die Neue deutsche Filmgesellschaft mbH. Die zentrale Figur der Serie ist der von Philipp Danne verkörperte Jonas Waldek, der mehrere Jahre als Ranger in Kanada tätig war und in seine Heimatstadt Stadt Wehlen zurückgekehrt ist, um dort im Nationalpark Sächsische Schweiz als Ranger zu arbeiten. Ende März 2023 wurde bekannt, dass es keine weiteren Folgen der Serie geben wird.

## Hintergrund
Als das ZDF die Serie Forsthaus Falkenau im Jahr 2013 nach 25 Jahren absetzte, wollte die Produktionsfirma NDF unbedingt ein ähnliches, modernisiertes Format entwickeln. Kern der Handlung sollte diesmal ein Wildhüter in Bayern sein. Der Mitteldeutsche Rundfunk in Leipzig erfuhr von diesen Plänen – und schlug zu. So verlagerte sich die Geschichte aus dem Süden der Republik ins Elbsandsteingebirge nach Sachsen. Seitens der Produktionsfirma konnte Axel Barth, der bereits an der Serie Der Bergdoktor mitgewirkt und diese „erfolgreich aufgefrischt“ hatte, als Regisseur für dieses Projekt gewonnen werden – Ergebnis ist eine zeitgemäße und moderne Heimatfilmreihe. Philipp Danne, bekannt aus der Serie In aller Freundschaft – Die jungen Ärzte spielt die Hauptrolle und hat dafür extra zwölf Kilo abgenommen. Der Drehort „Sächsische Schweiz“ war bis zu dieser Filmreihe eher wenig erschlossen. 70 Prozent der Kameraeinstellungen bestehen aus Außenaufnahmen – die Landschaft bildet somit die eigentliche Attraktion.
Die Dreharbeiten zu den beiden ersten Folgen fanden im Jahr 2018 von Mai bis Juli im Nationalpark Sächsische Schweiz statt. Bei der Erstausstrahlung beider Filme im November desselben Jahres wurde die Serie vom Publikum gut angenommen. Zur Verleihung der Goldenen Kamera 2019 war die Serie neben 14 weiteren Produktionen bei der Publikumswahl „Beliebteste Heimat-Serie“ nominiert, bei der die Fernsehzuschauer per SMS- und Telefonvoting den Sieger kürten, ging aber leer aus. Im Juli und August 2019 fanden die Dreharbeiten für die dritte und vierte Episode der Filmreihe statt. Ende Juli 2020 wurde bekannt, dass es zwei weitere Folgen geben wird, für die ab dem 21. Juli 2020 gedreht wurde. Im Juli 2021 begannen die Dreharbeiten für die Folgen sieben und acht.

## Handlung
Jonas Waldek kommt nach Deutschland zurück, nachdem er in Kanada fünf Jahre als Ranger gearbeitet hat. Sein neuer Einsatzort ist der Nationalpark bei seinem Heimatort in Sachsen. Wirtschaftliche und rechtliche Schwierigkeiten des familiären Sägewerks bringen Waldek in einen Interessenskonflikt, ebenso beim Kampf um den Naturschutz. Immer wieder hat er es auch mit akuten Notfällen im Nationalpark zu tun, die er mit viel Einsatz und auch Einfühlungsvermögen bewältigen muss. Er lernt dabei die Verhaltensbiologin Emilia Graf kennen, die sich der Wolfsforschung verschworen hat und in die er sich verliebt.

## Besetzung

### Hauptbesetzung
| Schauspieler               | Rolle             | Bemerkung                                                                  | Folge |
| -------------------------- | ----------------- | -------------------------------------------------------------------------- | ----- |
| Philipp Danne              | Jonas Waldek      | Ranger im Nationalpark, Sohn von Monika und Karl, Freund von Emilia        | 1–8   |
| Eva-Maria Grein von Friedl | Rike Waldek       | Schwägerin von Jonas                                                       | 1–8   |
| Liza Tzschirner            | Emilia Graf       | Verhaltensbiologin; Freundin von Jonas, Ex-Freundin von Moritz             | 1–8   |
| Heike Jonca                | Monika Waldek     | Mutter von Jonas, Schwiegermutter von Rike                                 | 1–8   |
| Matthias Brenner           | Karl Nollau       | Unternehmer (Bergbau, Hotel), Bekannter von Monika Waldek, Vater von Jonas | 1–8   |
| Jörg Witte                 | Christoph Fischer | Ranger im Nationalpark                                                     | 1–6   |
| Sebastian Kaufmane         | Kai Evers         | Inhaber des Yosemite-Shops                                                 | 1–6   |

### Neben- und Gastdarsteller
| Schauspieler            | Rolle              | Bemerkung                                                                           | Folge     |
| ----------------------- | ------------------ | ----------------------------------------------------------------------------------- | --------- |
| Valentin Wessely        | Lukas Waldek       | Sohn von Rike, Neffe von Jonas                                                      | 1–2       |
| Dennis Hofmeister       | Lukas Waldek       | Sohn von Rike, Neffe von Jonas                                                      | 3–8       |
| Mike Maas               | Robert Uhlig       |                                                                                     | 1–2       |
| Dirc Simpson            | Dr. Dreier         | Leiter der Nationalparkverwaltung                                                   | 1–2       |
| Luca Gugolz             | Tim Nollau         | Sohn von Karl Nollau                                                                | 1–4, 6, 8 |
| Emilia Bernsdorf        | Sofie              |                                                                                     | 1         |
| Judith Sehrbrock        | Connie Müller      |                                                                                     | 1         |
| Johannes Gärtner        | Bernd Lemke        |                                                                                     | 1         |
| Gerhard Hähndel         | Ingo Metz          | Jäger                                                                               | 1         |
| Leonie Wesselow         | Paula              |                                                                                     | 2         |
| Tom Gronau              | Erik               |                                                                                     | 2         |
| Matti Schmidt-Schaller  | Morten             |                                                                                     | 2         |
| Erik Brünner            | Herr Wegener       | Architekt                                                                           | 2         |
| Katrin Schwingel        | Senta Fischer      |                                                                                     | 2         |
| Götz Schubert           | Torsten Schrader   | Urlauber aus Berlin                                                                 | 3         |
| Anaïs Chérif            | Maxi Schrader      | Tochter von Torsten Schrader                                                        | 3         |
| Julius Gause            | Robin Groß         | Sohn von Anna Groß                                                                  | 3         |
| Denise Zich             | Anna Groß          | Partnerin von Torsten Schrader                                                      | 3         |
| Albrecht Ganskopf       | Mario Kramer       | Bankangestellter                                                                    | 3–4       |
| Bernd-Christian Althoff | Moritz Hochstätter | Ex-Freund und ehem. Kollege von Emilia Graf; arbeitet an der Universität in Dresden | 3–6       |
| Martin Gruber           | Maik Zerrlinger    |                                                                                     | 4         |
| David Korbmann          | Kevin Zerrlinger   |                                                                                     | 4         |
| Leonie Rainer           | Sarah Zerrlinger   |                                                                                     | 4         |
| Stefan König            | Manuel Hartmann    |                                                                                     | 4         |
| Paula Grasshoff         | Frieda Jeschke     |                                                                                     | 4         |
| Inka Friedrich          | Carolin Mendel     |                                                                                     | 5         |
| Bernd Michael Lade      | Ralf Faber         |                                                                                     | 5         |
| Fine Sendel             | Lena Mendel        |                                                                                     | 5         |
| Jonathan Lade           | Julian Faber       |                                                                                     | 5         |
| Christoph von Friedl    | Jan Meier          |                                                                                     | 5         |
| Oliver Juhrs            | Wilderer           |                                                                                     | 5         |
| Julia Dietze            | Nadine Körner      |                                                                                     | 6         |
| Timo Jacobs             | Daniel Körner      |                                                                                     | 6         |
| Matilda Lindbergh       | Vicky Körner       |                                                                                     | 6         |
| Maria Brendel           | Dr. Schmidt        |                                                                                     | 6         |
| René Schwittay          | Rocco Plaschke     |                                                                                     | 6         |
| Giulia Goldammer        | Laura Bothe        |                                                                                     | 7         |
| Philip Birnstiel        | Florian Weber      |                                                                                     | 7         |
| Joscha Kiefer           | Alex Ebert         |                                                                                     | 7         |
| Anna Herrmann           | Marie Fechner      | Falknerin                                                                           | 8         |
| Justus Czaja            | Leon Fechner       | Bruder von Marie Fechner                                                            | 8         |

## Episodenliste
| Nr. | Originaltitel     | Erstausstrahlung | Regie             | Drehbuch                        | Zuschauer |
| --- | ----------------- | ---------------- | ----------------- | ------------------------------- | --------- |
| 1   | Wolfsspuren       | 23. Nov. 2018    | Axel Barth        | Andreas Brune & Sven Frauenhoff | 3,93 Mio. |
| 2   | Vaterliebe        | 30. Nov. 2018    | Axel Barth        | Andreas Brune & Sven Frauenhoff | 3,97 Mio. |
| 3   | Entscheidungen    | 3. Jan. 2020     | Franziska Hörisch | Uschi Müller                    | 5,15 Mio. |
| 4   | Zeit der Wahrheit | 10. Jan. 2020    | Franziska Hörisch | Uschi Müller & Rainer Ruppert   | 3,86 Mio. |
| 5   | Junge Liebe       | 22. Jan. 2021    | Imogen Kimmel     | Rainer Ruppert                  | 5,57 Mio. |
| 6   | Sturm             | 29. Jan. 2021    | Imogen Kimmel     | Uschi Müller & Andreas Bradler  | 4,45 Mio. |
| 7   | Himmelhoch        | 4. Feb. 2022     | Thomas Jauch      | Uschi Müller & Andreas Bradler  | 4,10 Mio. |
| 8   | Zusammenhalt      | 11. Feb. 2022    | Thomas Jauch      | Rainer Ruppert                  | 3,68 Mio. |

## Rezeption

### Kritik
„Ein Mann, zwei Frauen, alle drei recht attraktiv – und doch chancenlos gegen das Elbsandsteingebirge“
– Tilmann P. Gangloff bei Tittelbach.tv
„Ein glücklicher Naturbursche unterwegs zwischen Wald und Fels: Klar, der liebt seine Sächsische Schweiz. Und der Zuschauer wird dringend aufgefordert, es ihm gleichzutun.“
„Für Heimatfilmfans, die nicht auf Dialekt bestehen – denn hier sächselt niemand“
– Anne Diekhoff in Berliner Morgenpost

## DVD-Veröffentlichungen
- 2018: Der Ranger – Paradies Heimat (Episode 1 & 2, EuroVideo Medien GmbH, Erscheinungstermin: 4. Dezember 2018)
- 2020: Der Ranger – Paradies Heimat (Episode 3 & 4, EuroVideo Medien GmbH, Erscheinungstermin: 30. Januar 2020)
- 2021: Der Ranger – Paradies Heimat (Episode 5 & 6, EuroVideo Medien GmbH, Erscheinungstermin: 11. Februar 2021)
- 2022: Der Ranger – Paradies Heimat (Episode 7 & 8, EuroVideo Medien GmbH, Erscheinungstermin: 17. Februar 2022)